# Julie Adams
Julie Adams (nacida Betty May Adams; Waterloo (Iowa), 17 de octubre de 1926-Los Ángeles, 3 de febrero de 2019) fue una actriz de cine y televisión estadounidense. Protagonizó varias películas durante la década de 1950, incluidas Bend of the River (1952) y Creature from the Black Lagoon (1954). También es conocida por sus roles de Paula Denning en la serie de televisión Capitol y de Eve Simpson en Murder, She Wrote.

## Biografía
Nació en Waterloo (Iowa), y durante los años siguientes se mudó de forma constante junto a su familia. En aquella época, su mayor estadía en una ciudad fue de ocho años en Blytheville (Arkansas). Antes de iniciar su carrera como actriz, Adams trabajó como secretaria. En 1946, a los 19 años de edad, fue coronada como "Miss Little Rock" y se trasladó a Hollywood (California) para convertirse en actriz.
La actriz utilizó su nombre de nacimiento hasta 1949, cuando comenzó a trabajar en Universal Pictures, el mismo estudio donde conoció a celebridades como James Best, Piper Laurie, Rock Hudson y Tony Curtis. Primero adoptó el nombre de "Julia", que fue escogido por el estudio de cine, pero como Adams no se sentía cómoda con ese nuevo nombre finalmente Universal le permitió cambiarlo a "Julie".
Su primer trabajo en el cine fue un pequeño papel en la película Red, Hot and Blue (1949), seguido de un rol protagónico en el western The Dalton Gang (1949), que fue producido por Robert L. Lippert. Durante estos años fueron comunes sus apariciones en películas western de serie B. Uno de sus papeles más recordados en el cine fue el de Kay Lawrence en la cinta de terror y ciencia ficción Creature from the Black Lagoon (1954).
A lo largo de la década de 1950 protagonizó varias películas junto a conocidos actores de Hollywood, como James Stewart en Bend of the River (1952), Rock Hudson en The Lawless Breed (1953) y One Desire (1955), Tyrone Power en The Mississippi Gambler (1953), Glenn Ford en The Man from the Alamo (1953), Charlton Heston en The Private War of Major Benson (1955), Dan Duryea en Slaughter on Tenth Avenue (1957) y Joel McCrea en The Gunfight at Dodge City (1959).
En 1962 interpretó a la enfermera Mary Simpson en la serie de televisión The Andy Griffith Show. También apareció en cuatro episodios de Perry Mason. Adams actuó en la serie The Rifleman como un personaje que se convierte en interés romántico del protagonista Lucas McCain (Chuck Connors). La actriz apareció en cinco episodios de 77 Sunset Strip, tres episodios de Alfred Hitchcock Presents y dos de Maverick.
Otras de sus apariciones como estrella invitada incluyen las series McMillan & Wife, La mujer policía, The Streets of San Francisco, The Incredible Hulk, Cannon, Quincy, M.E., y Cagney & Lacey. Adams coprotagonizó junto a James Stewart la serie The Jimmy Stewart Show en la cadena NBC, entre 1971 y 1972. También encarnó el papel recurrente de la agente de bienes raíces Eve Simpson en diez episodios de la serie de CBS Murder, She Wrote.
En 2011 publicó su autobiografía The Lucky Southern Star: Reflections From the Black Lagoon, la que escribió junto a su hijo Mitchell Danton.

## Familia
Adams estuvo casada con el guionista Leonard B. Stern entre 1951 y 1953. Posteriormente contrajo matrimonio con el actor y director Ray Danton en 1954, el que terminó en 1981 por divorcio. Adams y Danton trabajaron juntos por primera vez en la película The Looters (1955), y posteriormente en Tarawa Beachhead (1958) y en un episodio de 1972 de la serie de televisión Night Gallery. Danton además dirigió la película Psychic Killer (1975), donde actuó Adams. De este segundo matrimonio nacieron dos hijos, Steven Danton (n. 1956), asistente de dirección, y Mitchell Danton (n. 1962), editor. Tras su divorcio la actriz entabló una relación sentimental con el guionista Ronald M. Cohen, que se extendió hasta el fallecimiento de este en 1998.